# La Bretonnière-la-Claye
La Bretonnière-la-Claye és un municipi francès situat al departament de Vendée i a la regió de País del Loira. L'any 2007 tenia 631 habitants.

## Demografia

### Població
El 2007 la població de fet de La Bretonnière-la-Claye era de 631 persones. Hi havia 231 famílies de les quals 46 eren unipersonals (25 homes vivint sols i 21 dones vivint soles), 74 parelles sense fills, 103 parelles amb fills i 8 famílies monoparentals amb fills.
La població ha evolucionat segons el següent gràfic:
Habitants censats

### Habitatges
El 2007 hi havia 297 habitatges, 232 eren l'habitatge principal de la família, 57 eren segones residències i 7 estaven desocupats. 291 eren cases i 5 eren apartaments. Dels 232 habitatges principals, 192 estaven ocupats pels seus propietaris, 38 estaven llogats i ocupats pels llogaters i 2 estaven cedits a títol gratuït; 4 tenien dues cambres, 35 en tenien tres, 62 en tenien quatre i 132 en tenien cinc o més. 172 habitatges disposaven pel capbaix d'una plaça de pàrquing. A 95 habitatges hi havia un automòbil i a 126 n'hi havia dos o més.

### Piràmide de població
La piràmide de població per edats i sexe el 2009 era:
| Homes | Edats   | Dones |
| ----- | ------- | ----- |
| 4     | 95 o +  | 0     |
| 0     | 90 a 94 | 4     |
| 0     | 85 a 89 | 8     |
| 8     | 80 a 84 | 4     |
| 4     | 75 a 79 | 16    |
| 0     | 70 a 74 | 8     |
| 20    | 65 a 69 | 12    |
| 4     | 60 a 64 | 16    |
| 16    | 55 a 59 | 12    |
| 0     | 50 a 54 | 12    |
| 12    | 45 a 49 | 0     |
| 16    | 40 a 44 | 16    |
| 8     | 35 a 39 | 16    |
| 40    | 30 a 34 | 24    |
| 16    | 25 a 29 | 20    |
| 4     | 20 a 24 | 8     |
| 0     | 15 a 19 | 20    |
| 32    | 10 a 14 | 4     |
| 20    | 5 a 9   | 16    |
| 4     | 0 a 4   | 16    |

## Economia
El 2007 la població en edat de treballar era de 403 persones, 266 eren actives i 137 eren inactives. De les 266 persones actives 244 estaven ocupades (138 homes i 106 dones) i 22 estaven aturades (10 homes i 12 dones). De les 137 persones inactives 58 estaven jubilades, 36 estaven estudiant i 43 estaven classificades com a «altres inactius».

### Ingressos
El 2009 a La Bretonnière-la-Claye hi havia 222 unitats fiscals que integraven 560,5 persones, la mediana anual d'ingressos fiscals per persona era de 16.508 €.

### Activitats econòmiques
Dels 16 establiments que hi havia el 2007, 1 era d'una empresa alimentària, 2 d'empreses de fabricació d'altres productes industrials, 3 d'empreses de construcció, 5 d'empreses de comerç i reparació d'automòbils, 1 d'una empresa d'informació i comunicació, 3 d'empreses de serveis i 1 d'una empresa classificada com a «altres activitats de serveis».
L'únic servei als particulars que hi havia el 2009 era un guixaire pintor.
L'únic establiment comercial que hi havia el 2009 era una fleca.
L'any 2000 a La Bretonnière-la-Claye hi havia 10 explotacions agrícoles que ocupaven un total de 972 hectàrees.

## Equipaments sanitaris i escolars
El 2009 hi havia una escola elemental.

## Poblacions més properes
El següent diagrama mostra les poblacions més properes.